# Silůvky
Silůvky (německy Syluwka) jsou obec v okrese Brno-venkov v Jihomoravském kraji. Rozkládají se v Bobravské vrchovině, na okraji přírodního parku Bobrava. Žije zde 852 obyvatel.
Jedná se o vinařskou obec ve Znojemské vinařské podoblasti (viniční trať Nebosády).

## Název
Nejstarší doložená podoba jména je Sulhostovice odvozená od osobního jména Sul(i)host (jehož první složka je staré sulí - "silnější, schopnější, lepší"). Původní význam jména byl "Sulhostovi lidé". Jméno se zjednodušilo nejprve na Sulostovice a pak Sulovice, první část jména pak byla přikloněna k silný, čímž vzniklo Silovice. Od 18. století je doložena zdrobnělina Silůvka, která byla až v první čtvrtině 20. století převedena do množného čísla.

## Historie
První písemná zmínka o obci pochází z roku 1277. Na začátku 17. století měla obec 28 domů, po třicetileté válce (roku 1656) z nich bylo obydlených pouze 11. Roku 1790 zde bylo 57 domů a 281 obyvatel.

## Obyvatelstvo
| Rok            | 1869 | 1880 | 1890 | 1900 | 1910 | 1921 | 1930 | 1950 | 1961 | 1970 | 1980 | 1991 | 2001 | 2011 | 2021 |
| -------------- | ---- | ---- | ---- | ---- | ---- | ---- | ---- | ---- | ---- | ---- | ---- | ---- | ---- | ---- | ---- |
| Počet obyvatel | 445  | 465  | 506  | 545  | 583  | 690  | 829  | 877  | 869  | 866  | 766  | 691  | 695  | 811  | 830  |
| Počet domů     | 76   | 89   | 92   | 109  | 115  | 120  | 184  | 211  | 219  | 221  | 213  | 242  | 253  | 273  | 282  |

## Obecní správa

### Obecní symboly
Znak a vlajka byly obci uděleny rozhodnutím předsedkyně Poslanecké sněmovny Parlamentu České republiky dne 4. října 2012.

## Pamětihodnosti
- Kaple svaté Anny

## Společenský život
Samospráva obce pravidelně vyvěšuje 5. července zlatočervenou moravskou vlajku, na budově obecního úřadu je vyvěšena celoročně.

## Galerie

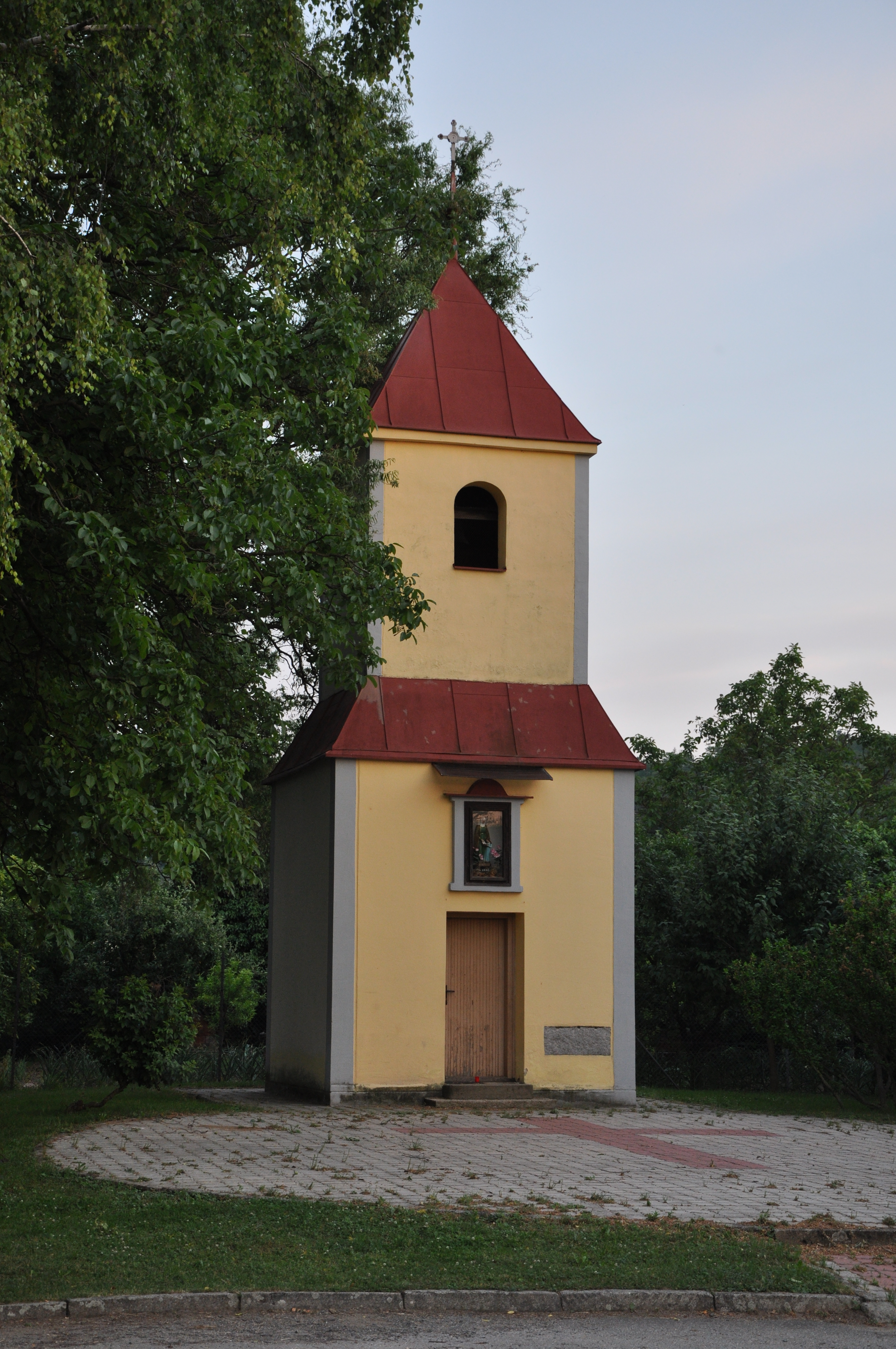
Kaple svaté Anny
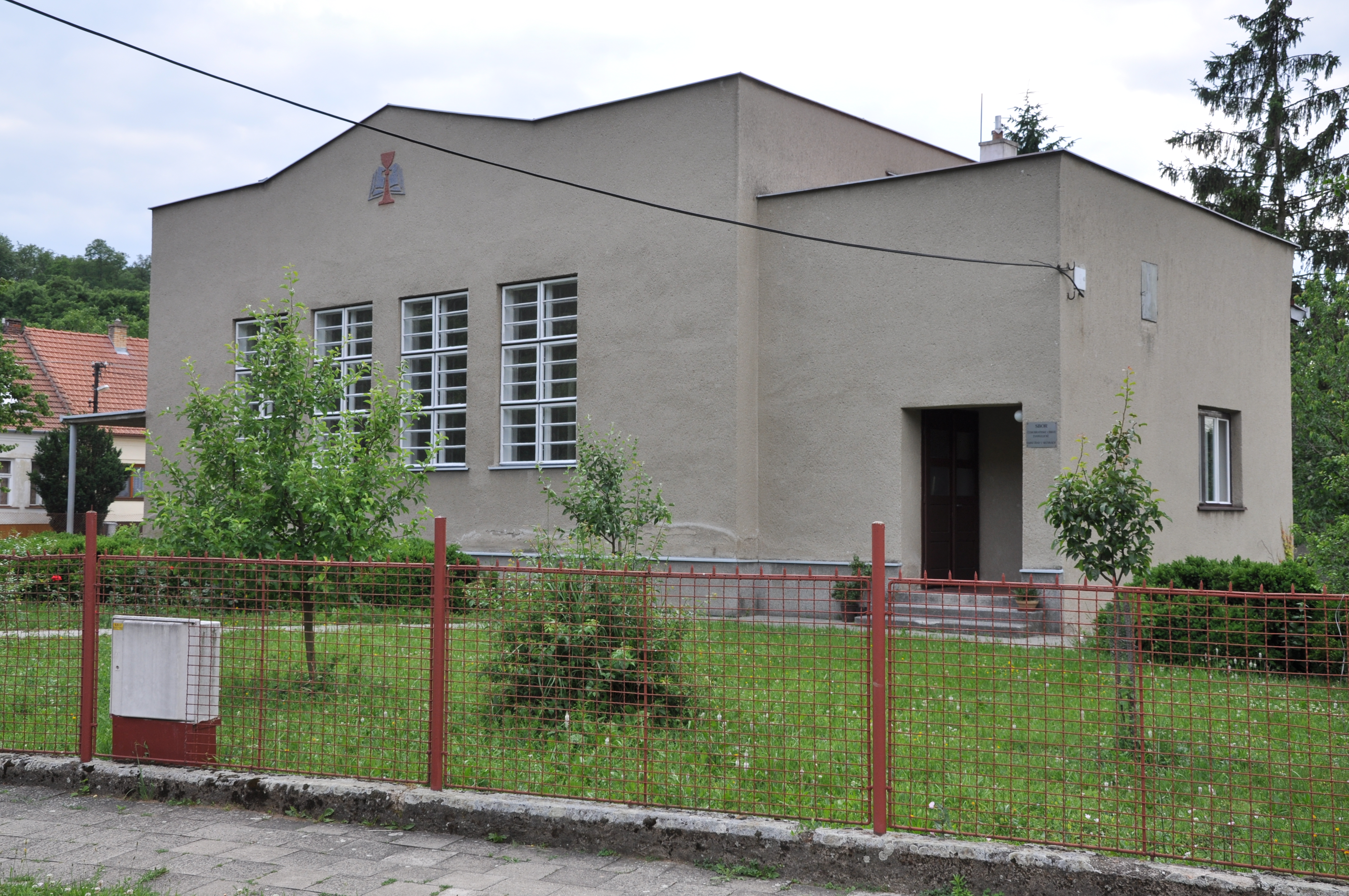
Evangelický kostel
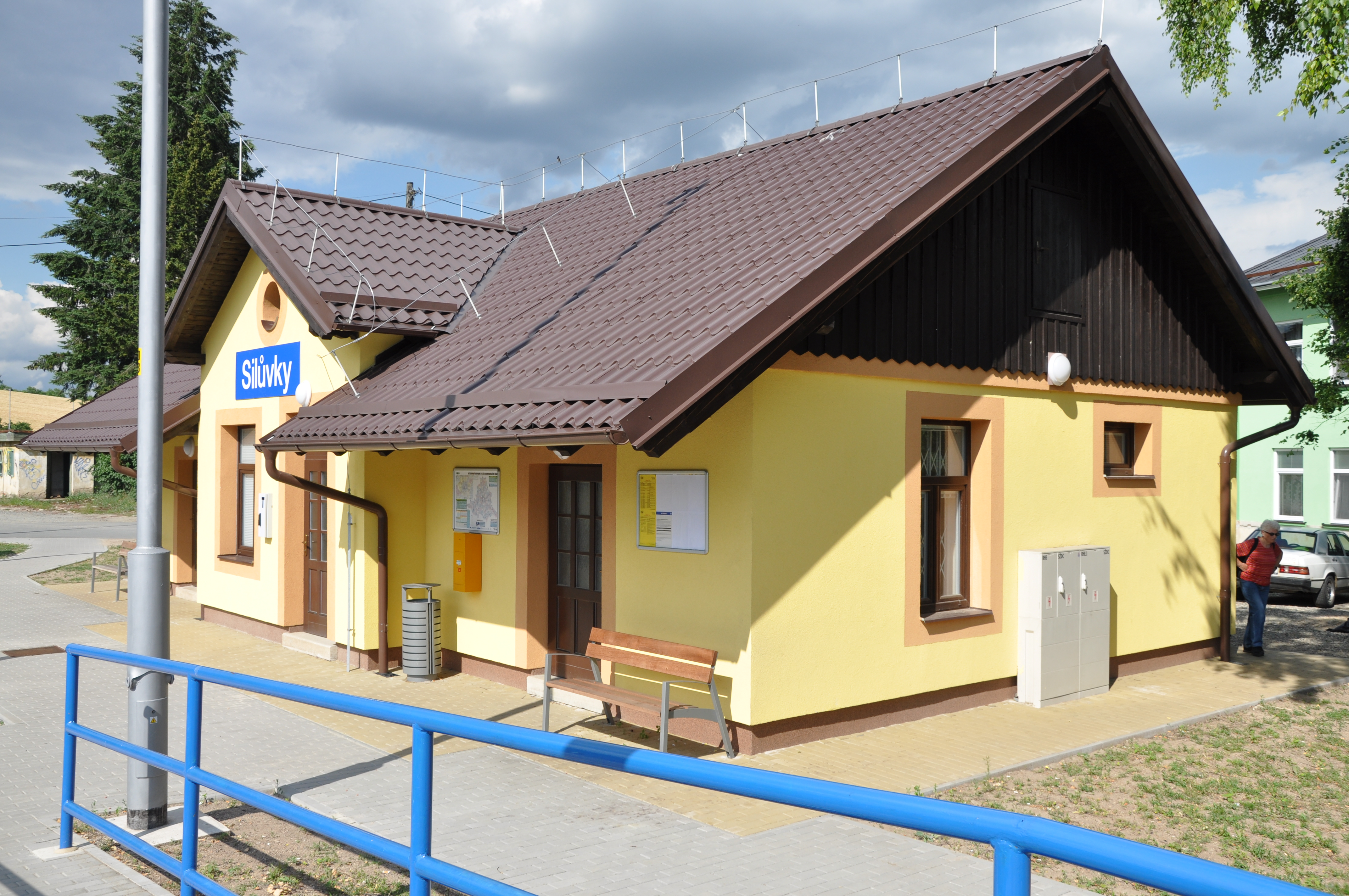
železniční stanice Silůvky